# 岡元勇人
岡元 勇人（おかもと はやと、1974年10月16日 - ）は、島根県出身の元サッカー選手。

## 来歴
島根県立出雲工業高等学校では3年生時に国体、全国選手権に出場。
1993年に同校を卒業し、東京ガスに入社。社員選手としてジャパンフットボールリーグに所属する同社サッカー部（現FC東京）に加入した。主に左サイドの攻撃的ミッドフィールダーやフォワードとして出場を重ね、縦への突破力を活かして 前線をかき回し貪欲にゴールを狙うプレースタイルから「突貫小僧」の異名もあった。大熊清監督からは、膠着した試合展開を打破できる切り札として考えられていたため 先発から外されることもあったが、1997年末の天皇杯では準々決勝のベルマーレ平塚戦で延長戦にボレーシュートで劇的な決勝点を挙げて ベスト4進出の立役者となり、翌1998年のリーグ戦ではシーズン終盤に入り得点を重ねてチームの初優勝に貢献するなど、大舞台に強さを発揮した。
1999年、東京ガスはFC東京としてJリーグに加盟し、新たに発足したJリーグ ディビジョン2（J2）に参加。J2開幕戦のサガン鳥栖戦で、岡元は前半4分に加賀見健介のクロスから先制点を挙げ、これがJ2の第1号ゴールとして記録された。夏場に負傷離脱して以降、復帰後も中々主力として定着することができず、J1へと昇格した2000年には僅か1試合の出場にとどまり、この年限りで退団した。
2001年に日本フットボールリーグの横河電機（現：東京武蔵野シティFC）に移籍。中盤の要の一人としてチームを牽引したが、2002年5月に退団。選手生活を退いた。
愛称の“タロー”は芸術家の岡本太郎に由来している。

## 所属クラブ
- 島根県立出雲工業高等学校
- 1993年 - 2000年  東京ガスサッカー部 / 東京ガスフットボールクラブ / FC東京
- 2001年3月 - 2002年5月  横河電機サッカー部

## 個人成績
| 国内大会個人成績 | 国内大会個人成績 | 国内大会個人成績 | 国内大会個人成績 | 国内大会個人成績 | 国内大会個人成績 | 国内大会個人成績 | 国内大会個人成績 | 国内大会個人成績 | 国内大会個人成績 | 国内大会個人成績 | 国内大会個人成績 |
| 年度             | クラブ           | 背番号           | リーグ           | リーグ戦         | リーグ戦         | リーグ杯         | リーグ杯         | オープン杯       | オープン杯       | 期間通算         | 期間通算         |
| 年度             | クラブ           | 背番号           | リーグ           | 出場             | 得点             | 出場             | 得点             | 出場             | 得点             | 出場             | 得点             |
| 日本             | 日本             | 日本             | 日本             | リーグ戦         | リーグ戦         | リーグ杯         | リーグ杯         | 天皇杯           | 天皇杯           | 期間通算         | 期間通算         |
| ---------------- | ---------------- | ---------------- | ---------------- | ---------------- | ---------------- | ---------------- | ---------------- | ---------------- | ---------------- | ---------------- | ---------------- |
| 1993             | 東京ガス         | 18               | 旧JFL1部         | 15               | 2                | -                | -                | -                | -                | 15               | 2                |
| 1994             | 東京ガス         | 18               | 旧JFL            | 26               | 7                | -                | -                | 3                | 0                | 29               | 7                |
| 1995             | 東京ガス         | 18               | 旧JFL            | 21               | 7                | -                | -                | 1                | 0                | 22               | 7                |
| 1996             | 東京ガス         | 18               | 旧JFL            | 23               | 6                | -                | -                | 1                | 0                | 24               | 6                |
| 1997             | 東京ガス         | 18               | 旧JFL            | 20               | 6                | -                | -                | 6                | 4                | 26               | 10               |
| 1998             | 東京ガス         | 18               | 旧JFL            | 23               | 14               | -                | -                | 2                | 1                | 25               | 15               |
| 1999             | FC東京           | 18               | J2               | 28               | 3                | 7                | 0                | 4                | 2                | 39               | 5                |
| 2000             | FC東京           | 18               | J1               | 1                | 0                | 0                | 0                | 0                | 0                | 1                | 0                |
| 2001             | 横河電機         | 15               | JFL              | 24               | 7                | -                | -                | 0                | 0                | 24               | 7                |
| 2002             | 横河電機         | 21               | JFL              | 0                | 0                | -                | -                | -                | -                | 0                | 0                |
| 通算             | 日本             | 日本             | J1               | 1                | 0                | 0                | 0                | 0                | 0                | 1                | 0                |
| 通算             | 日本             | 日本             | J2               | 28               | 3                | 7                | 0                | 4                | 2                | 39               | 5                |
| 通算             | 日本             | 日本             | JFL              | 24               | 7                | -                | -                | 0                | 0                | 24               | 7                |
| 通算             | 日本             | 日本             | 旧JFL1部         | 128              | 42               | -                | -                | 13               | 5                | 141              | 47               |
| 総通算           | 総通算           | 総通算           | 総通算           | 181              | 52               | 7                | 0                | 17               | 7                | 205              | 59               |

- 1993年6月20日：JFL初出場 - JFL1部第4節 vsヤマハFCジュビロ磐田 (多摩)
- 1993年6月27日：JFL初得点 - JFL1部第5節 vs教育研究社FC京都パープルサンガ (西京極)
- 1997年10月2日：JFL100試合出場 - JFL第25節 vsサガン鳥栖 (鳥栖)
- 1999年3月14日：J2初出場・初得点 - J2第1節 vsサガン鳥栖 (西が丘)
- 2000年4月15日：J1初出場 - J1 1st第7節 vsガンバ大阪 (国立)